# Macrones (kevers)
Macrones is een kevergeslacht uit de familie van de boktorren (Cerambycidae). De wetenschappelijke naam van het geslacht werd voor het eerst geldig gepubliceerd in 1841 door Newman.

## Soorten
Macrones omvat de volgende soorten:
- Macrones acicularis Pascoe, 1862
- Macrones besti Blackburn, 1907
- Macrones brandoni McKeown, 1938
- Macrones capito Pascoe, 1863
- Macrones debilis Blackburn, 1890
- Macrones exilis Newman, 1841
- Macrones purpureipes Lea, 1908
- Macrones rufus Saunders, 1850
- Macrones subclavatus Pascoe, 1871